# 廖驤
廖驤，福建省龍巖直隸州人，清朝政治人物、進士出身。
光緒六年（1880年），参加庚辰科殿試，登進士二甲第132名。同年五月，著分部學習。